# 圣梅曼 (多尔多涅省)
圣梅斯曼（法語：Saint-Mesmin，法語發音：[sɛ̃ mɛmɛ̃]）是法国多尔多涅省的一个市镇，属于佩里格区。

## 地理
圣梅曼（45°21'8"N, 1°12'19"E）面积29.58 平方千米，位于法国新阿基坦大区多爾多涅省，该省份为法国西南部内陆省份，是法國本土面积第三大的省，大致对应佩里戈尔地区，北起顺时针与夏朗德省、上维埃纳省、科雷兹省、洛特省、洛特-加龙省、吉倫特省和滨海夏朗德省接壤。
与圣梅曼接壤的市镇（或旧市镇、城区）包括：萨维尼亚克-莱德里耶、萨拉尼亚克、热尼、派扎克、圣西莱尚帕盖、瑞亚克。

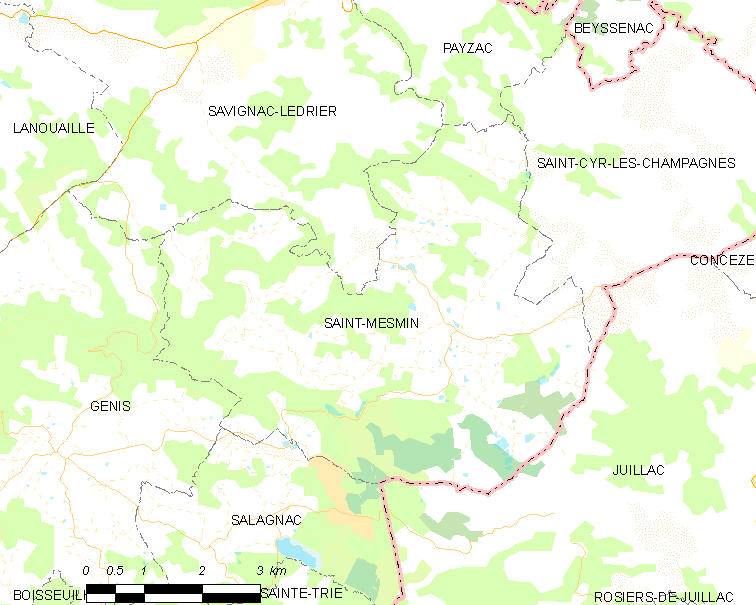
的OSM定位图

圣梅曼的时区为UTC+01:00、UTC+02:00（夏令时）。

## 行政
圣梅曼的邮政编码为24270，INSEE市镇编码为24464。

## 政治
圣梅曼所属的省级选区为伊勒-卢-欧韦泽尔县。

## 人口

1962-2008年间人口变化图示

圣梅曼于2022年1月1日时的人口数量为334人。